# ICD (rapper)
ICD tên thật là Phạm Ngọc Huy (sinh ngày 1 tháng 6 năm 1996 tại Hải Phòng) là một ca, nhạc sĩ nhạc rap Việt Nam. Anh được biết đến nhiều nhất và nổi tiếng khi tham gia và giành Quán quân cuộc thi King of Rap năm 2020.

## Tiểu sử
- Phạm Ngọc Huy sinh ngày 1 tháng 6 năm 1996 tại Hải Phòng.[3] ICD được Huy lấy làm nghệ danh chính thức từ ngày sinh của anh, ngày Quốc tế Thiếu nhi (International Children's Day).[4]
- Anh từng học các trường tiểu học Cát Bi, trường trung học phổ thông Hàng Hải, Hải Phòng. Anh tốt nghiệp trường Đại học Hàng hải Việt Nam.
- Bắt đầu hoạt động từ năm 2015, ICD là một thành viên trụ cột của tổ chức rap 7LD (tức 7 Lồng Đèn ra đời vào dịp Trung thu năm 2015 gồm 7 thành viên) tại Hải Phòng.[5]
- Phong cách âm nhạc của ICD được anh mô tả là "mạnh mẽ, u tối và chú trọng vào việc sử dụng ngôn từ" trong các bài Rap Life (nhạc rap dùng để nói về những suy nghĩ, phản ánh xã hội). Ngoài ra, ICD cũng nổi tiếng với nhiều bài Rap Diss (nhạc rap dùng để mỉa mai, công kích, chỉ trích ai đó hoặc điều gì đó) nhắm đến các rapper tiền bối.[6][7][8][9][10]
- Phong cách âm nhạc của ICD được anh cho biết là lấy cảm hứng từ Tommee Profitt[11], Eminem. Với lối rap mạnh mẽ và khá thẳng thắn, ICD gây ấn tượng mạnh cho truyền thông nói chung và nhiều người hâm mộ dòng nhạc rap nói riêng.[12]
- Âm nhạc của ICD được giới chuyên môn đánh giá là gai góc và không có tính giải trí.[13] Tổ chức Việt HipHop đánh giá ICD là một trong những lyrical rapper (rapper thế mạnh về ngôn từ và lời nhạc) hàng đầu Việt Nam.[14]
- Thành tựu: Trên 10 giải thưởng Underground Rapstar và Việt Hiphop Awards.[15]
- ICD được biết đến nhiều nhất khi anh tham gia dự thi và giành Quán quân cuộc thi King of Rap năm 2020.[16][17][18][19]
- Năm 2021, ICD được nhận một đề cử "Nghệ sĩ mới của năm" ở giải thưởng âm nhạc Cống hiến lần thứ 16.[20]
- Trong album phòng thu We Want ICD phát hành năm 2019, nhạc phẩm "Họ Trông Chờ Gì Ở Tôi" của anh được nhiều người hâm mộ đánh giá là bản rap hay nhất mọi thời đại của Việt Nam.[21]
- Năm 2023, album ICDidauroi? chiến thắng hạng mục album của năm cho giải thưởng âm nhạc Viethiphop Awards 2022.[22]
- Cũng trong năm 2023, ICD cùng với Quán quân Giọng hát Việt 2019 Hoàng Đức Thịnh giành Á Quân đồng đội với tư cách Hapo Brothers trong cuộc thi The Heroes (mùa 2).[23]

## Danh sách đĩa nhạc

### Album phòng thu
- We Want ICD (2019)
- Điểm tuyệt đối (2024)

### EP
- KINGDOM COME mixtape (với Freaky Di) (2017)[24]
- 7 to the World mixtape (với 7LD) (2019)[25]
- The Killing ICD (2020)
- ICD & The Beauties (2021)
- ICDidauroi? (2022)

| - Back to da game 1-8 (2015-nay) - Khoảng cách (với Kiz Night & Bro2) (2015) - Sủa (với Max) (2016) - MC What ? (2016) - 7 Đập 5 (với 7LD) (2016) - Nơi nào đó trong tâm trí (instru.) (2016) - Lang thang (với B. Doublei) (2016) - Giấu (với B. Doublei) (2017) - Nobody knows (với B. Doublei) (2017) - Đòn 7 (với 7LD) (2017) - 11 P.M (với Freaky Di) (2018) - IN7AMOUS (với 7LD & Infamous) (2018) - Một hai ba 4567 (với 7LD) (2018) - Dòng chảy thời gian (Time) (2018) - GIẢI TRÍ (với Dakota & B. Doublei) (2018) - Silence in my voice (với Ferbient) (2018) - Tết rồi xõa đê (với 7LD) (2019) - Tai tiếng (với 7LD) (2019) - Destroy (2019) - Say FXXX (với Tom) (2019) - BẰNG CHỨNG ĐÂU ? (với DGRAY) (2019) - Từ bao giờ (2019) - 7 National Anthem! (với 7LD) (2019) - MOUSE FACE (với 7LD) (2019) - Sao em không... (2020) - Feel like a monster (2020) - Time to love (instru.) (2020) - Say yes (instru.) (2020) - Ám ảnh (với Freaky Di) (2020) - Huy này (2020) - Cuốn sách mẹ tôi thường nói (2020) - Vũ điệu Gucci (2020) - G-fam cải tiến chưa ? (2020) - Nhận một track reply (2020) - Xả nước (2020) - The Real H (2020) - Sợ quá cơ (với Pháo & Megazetz) (2020) - Nếu thế lại mất vui (2020) - Song nhi (với Thùy Chi) (2021) - Con sẽ trở về (với Zoey & Tun Phạm) (2021) - Trải trái trải phải (với Hiền Hồ & Thiều Bảo Trâm) (2021) - Ghen tỵ (2021) - Unstoppable (2021) - Thế giới này (official & cinematic version) (với Freaky Di) (2021) - Chân chạm đất (Tage Dissing) (2021) - RAPPER SỐ 1 (Tage Dissing) (2021) - Kẻ xuất chúng (official & remix) (2021) - RÁP U TEEN (với Freaky Di) (2021) - GOODBYE (2021) - NGÀY DÀI (Reboot) (với 14 CASPER & THANH THANH) (2021) - Trái Dark Này (inspired by Việt Hiphop Contest) (2021) - LUẬT CỦA BỌN TAO (OUR RULES) (với LoR) (2022) - Bức Tranh Cuối (với Megazetz & Fiang.ngtr) (2022) - LEGENDARY (với 7LD) (2022) - CƠM NHÀ (2022) - Chúc mừng sinh nhật em gái (2022) - 7 Năm (2023) | - 7 News (với 7LD) (2018) - IN7AMOUS (với 7LD & Infamous) (2018) - Tết rồi xõa đê (TRXĐ) (với 7LD) (2019) - Họ trông chờ gì ở tôi (HTCGOT) (2019) - BẰNG CHỨNG ĐÂU ? (với DGRAY) (2019) - Shut your mouth (2020) - Music box (2020) - Góc tối (2020) - Huy này (2020) - Vũ điệu Gucci (official and the box version) (2020) - Back 8: Kamikaze (2020) - Unstoppable (2021) - GOODBYE (2021) - Hẹn Hò Ai Nên Trả Tiền ? (HHANTT) (với Lena) (2021) - We Are Family (với iKonix) (2022) - RAP GAME CYPHER (với Minh Lai, Lc King & Dick) (2022) - MỜI EM ĐI CHƠI (2022) - Việt Hiphop Cypher 2 (với nhiều rapper) (2022) - THE KING IS BACK (HQ Esports & Bác Gấu) (2022) - Flexin' lên trên mây (2022) - NGỒI ĐI (2022) - NGÀY TUYỆT VỜI (2025) - The INTRO (2025) - Tái Sinh (2025) | - Clownz Rap Khen Battle 3 (với GTM) (2020) - Khỏe đẹp vì ai (với nhiều nghệ sĩ) (2020) - Tình yêu nhạc rap (tiểu phẩm Gala Cười) (2021) - Sự tích mùa xuân (với Bùi Anh Tuấn) (2021) - Năm mới bình an (với Lona, Tuimi & Nhật Hoàng) (2021) - IT VIEC VIRAL (ÍT NHƯNG MÀ CHẤT) (2021) - Đừng nhìn mặt mà bắt hình dong (với Kelvin Huỳnh) (2021) - Trải trái trải phải (với Hiền Hồ & Thiều Bảo Trâm) (2021) - Cypher The Heroes (với nhiều nghệ sĩ) (2021) - Khi em lớn (live với Orange) (2021) - Muzik dập dịch (2021) - Cần gì Grab nấy (Hải Phòng cuisin) (2021) - NHÀ VÔ ĐỊCH ĐÍCH THỰC (THE REAL KING) (The Champion Show live) (2022) - Tài khoản nickname (TPBank ad) (2022) - Realme9 (2022) - Tươi không cần tưới (với Orange) - Vòng quanh phố Cảng (live tại Lễ hội Hoa Phượng đỏ) - Before all - Tất cả đều ổn (promo for BF bike) - Ngày dài (live với Thanh Thanh) - Hẹn hò ai nên trả tiền ? (live với Lena) - Dòng chảy thời gian (live new remix) - Tài sản của bố (live với Orange new remix) - Cuốn sách mẹ tôi thường nói (live final) - Anh là số 2 không ai số 1 (live với Jason T) - Thật dễ để nói lời chia tay, thật khó để cảm xúc chết đi (live với Jason T) - Một vòng quanh mặt trời (live với Jason T & Trid Minh) - Vợ người ta (live với Jason T) - I am Vietnamese (live với Jason T) - Cơm nhà (live final với Jason T) |